# Hrobka Kinských (Veltrusy)
Hrobka Kinských, přesněji hrobka knížete Ferdinanda Kinského, je pohřební kaple sv. Kříže v ulici Fr. Šafaříka za jižním okrajem zámeckého parku a obory ve Veltrusech. Empírová hrobní kaple byla postavena v letech 1832–1835 podle návrhu architekta Heinricha Kocha. Dočasně v ní měl být pohřben tragicky zesnulý Ferdinand Jan Kinský. Kaple nemá podzemní kryptu, proto pravděpodobně nebyla plánována pro konečné uložení ostatků. Stavba je v majetku kostelecké větve rodu Kinských a je památkově chráněná.

## Historie
Veltrusy patřily Chotkům z Chotkova a Vojnína od roku 1698, kdy se dědička Marie Terezie Scheidlerová provdala za hraběte Václava Antonína Chotka. Ten pak do roku 1744 vystavěl barokní zámek.
Empírová hrobní kaple byla postavena na chotkovském panství v letech 1832–1835 podle návrhu architekta Heinricha (Jindřicha) Kocha (1781–1861), který se stal knížecím vrchnostenským stavitelem Kinských a pracoval i na mnohých jiných zakázkách pro Kinské (např. letohrádek Kinských na Smíchově nebo Nový zámek v Kostelci nad Orlicí).
Kapli nechal vystavět kníže Rudolf Kinský (1802–1836) z choceňské větve rodu na místě tragické nehody, kde jeho otec Ferdinand Jan na začátku listopadu 1812 nešťastně spadl z koně. Ve veltruském parku mu při jízdě tryskem praskla podpínka (široký popruh pod břichem koně, kterým se připevňuje sedlo), jezdec přeletěl hlavu koně a roztříštil si na dlážděné cestě lebku. Zemřel ve věku pouhých třiceti let a byl pohřben do hrobky Kinských v kostele sv. Isidora v Budenicích. Po dokončení nové rodinné hrobky v Budenicích byl jako jeden z prvních přesunut právě Ferdinand Jan Kinský, proto je v současnosti veltruská hrobka pouze pohřební kaplí bez zemřelého.
Kaple byla vysvěcena 4. prosince 1841 u příležitosti nedožitých 60. narozenin knížete páterem Jeřábkem z Vepřku, který provedl i poslední pomazání zesnulého Ferdinanda. 
Po druhé světové válce byl majetek knížecí větve Kinských na základě Benešových dekretů zabaven a rodina odešla do zahraničí. Hrobka pak v majetku města chátrala a zahrada okolo zarostla. V rámci restituce byla kaple navrácena potomkům Kinských.

## Architektura
Zděná kompaktní hranolová stavba na obdélníkovém půdoryse je krytá nízkou sedlovou střechou. V ose průčelí je vysoký portál po stranách tvořený dvěma pilastry v dórském stylu, které drží mohutný architráv ukončený římsou. Nad ním je mramorová deska s tesaným nápisem v češtině: R. MDCCCXII . AURAZEM . NATOMTO . MJSTĚ . SKONAWSJMU. / FERDINANDU . KNJŽETI . KINSKÉMU . KU . PAMÁTCE. / SYN . RUDOLF . KNJŽE . KINSKY . ZALOŽIL. / MDCCCXXXV. Výše je kladí, které se skládá z hladkého dórského architrávu, vlysu tvořeného střídáním triglyfů a metop bez námětu a římsou s mutuly a kapkami v podhledu.
Nahoře je trojúhelníkový štít s vpadlým tympanonem, uprostřed kterého je erb rodu Kinských doplněný o knížecí korunku a florální motivy po stranách. Ke vchodu vede krátké kamenné schodiště. Nad tympanonem je připevněn mramorový latinský kříž.
Kaple byla postavena z lomového kamene omítaného hladkou vápennou omítkou tónovanou v světle béžové. Fasády jsou členěny nízkým obíhajícím soklem. Průčelí je děleno v omítce naznačenou bosáží, která se na bočních stěnách mění v pásovou. Kladí s naznačeným architrávem a vlysem pokračuje rovněž na bočních stěnách. Závěrová stěna je hladká, pouze v horní části je prolomeno termální okno (půlkruhové okno s paprsčitým členěním).
V severozápadní části areálu hrobní kaple stojí torzo pískovcového pomníku, který původně nesl český a německý nápis zaznamenávající tragické úmrtí knížete Ferdinanda Kinského v roce 1812.
Stavba se nachází na přibližně čtvercovém pozemku, který je ze tří stran uzavřen zdí a z čelní strany ho od ulice odděluje litinový plot po stranách doplněný mohutnými sloupy. Předmětem památkové ochrany je nejen hrobní kaple sv. Kříže a torzo pískovcového pomníku, ale i celý pozemek s ohradní zdí a plotem.

## Interiér
Interiér hrobky tvoří pouze jedna místnost. Na podlaze jsou na koso uložené dlaždice tvořící kontrast s menšími černými čtvercovými dlaždicemi, ty vytvářejí vždy spojnici čtyř velkých bílých dlaždic. Stěny jsou asi do výšky jednoho metru tmavé, horní část je bílá. Na každé straně je trojice pilastrů, která drží římsu obíhající celou místnost. Pilastry jsou druhou hlavicí, která však nenavazuje na žádnou římsu, členěny na dvě nestejně velké části. Za oltářem je výklenek. Okno v horní části proti vchodu vyplňuje celé čelo klenby. Valená klenba je vyzdobena kazetováním, které je rozděleno vždy do třech pásů a od sebe odděleno klenebním pásem, který navazuje na pilastry na stěnách. Na jednotlivých kazetách jsou růžice namalované technikou grisaille.
Oltářní stůl z roku 1838 je vyzdoben nátěrem imitujícím šedobílý mramor. Na stole býval umístěn kříž s Ježíšem v obdobné šedobílé barevnosti, později byl přesunut do rohu hrobky. Čtveřice lavic a dvojice klekátek jsou pravděpodobně až z 20. století a byly zde využívány Českobratrskou církví evangelickou z Ledče.

## Osobnost FerdinandaJana 5. knížete Kinského
Kaple je věnována památce knížete Kinského. V tabulce jsou uvedeny základní informace o zemřelém.
| Pořadí | Gene-race            | Jméno pohřbeného     | Datum a místo narození                                       | Otec                                                      | Datum a místo sňatku, choť                                                                   | Pohřeb a uložení do hrobky             | Poznámky |
| Pořadí | Gene-race            | Jméno pohřbeného     | Datum a místo úmrtí                                          | Matka                                                     | Datum a místo sňatku, choť                                                                   | Pohřeb a uložení do hrobky             | Poznámky |
| ------ | -------------------- | -------------------- | ------------------------------------------------------------ | --------------------------------------------------------- | -------------------------------------------------------------------------------------------- | -------------------------------------- | --- |
| 1.     |                      | Ferdinand Jan Kinský | 4. 12. 1781 Vídeň                                            | Josef Arnošt Kinský 12. 1. 1751 Vídeň – 11. 8. 1798 Praha | 8. 6. 1801 Praha Marie Charlotta (Karolína) z Kerpenu 4. 3. 1782 Koblenz – 11. 2. 1841 Vídeň | Pohřben v rodinné hrobce v Budenicích. | 5. kníže Kinský, majitel zlonického panství. Z manželství s Marií Karolínou vzešli tři synové: Rudolf Kinský (30. 3. 1802 Praha – 27. 1. 1836 Linec), 6. kníže Kinský, Hermann (1803–1806) a Josef (25. 10. 1806 Vídeň – 17. 7. 1862 Kostelec nad Orlicí). |
| 1.     | 3. 11. 1812 Veltrusy | Ferdinand Jan Kinský | Marie Rosa z Harrachu 25. 11. 1758 Vídeň – 31. 3. 1814 Vídeň |                                                           | 8. 6. 1801 Praha Marie Charlotta (Karolína) z Kerpenu 4. 3. 1782 Koblenz – 11. 2. 1841 Vídeň | Pohřben v rodinné hrobce v Budenicích. | 5. kníže Kinský, majitel zlonického panství. Z manželství s Marií Karolínou vzešli tři synové: Rudolf Kinský (30. 3. 1802 Praha – 27. 1. 1836 Linec), 6. kníže Kinský, Hermann (1803–1806) a Josef (25. 10. 1806 Vídeň – 17. 7. 1862 Kostelec nad Orlicí). |